# HD 154345
HD 154345 — одиночная звезда в созвездии Геркулеса на расстоянии приблизительно 60 световых лет (около 18,3 парсек) от Солнца. Видимая звёздная величина звезды — +6,853m. Возраст звезды определён как около 4,92 млрд лет.
Вокруг звезды обращается, как минимум, одна планета.

## Наблюдения и движение
Согласно шкале Бортля, звезда видна невооружённым глазом на деревенском небе (англ. Rural sky).
Из измерений параллакса, полученных во время миссии Gaia известно, что звезда удалена примерно на 59,67 световых лет (18,3 парсек) от Земли. Звезда наблюдается севернее 43° ю. ш., то есть видна севернее Тасмании, о-ва Южный, области Лос-Лагос, (Чили) и пров. Чубут (Аргентина).
Звезда HD 154345 движется с очень высокой скоростью относительно Солнца: её радиальная гелиоцентрическая скорость равна 89,3 км/с, что почти в 9 раз больше средней скорости местных звёзд Галактического диска, а также это значит, что звезда удаляется от Солнца. Звезда приближалась к Солнцу на расстояние 51,57 световых лет 107 000 лет назад, когда звезда увеличивала свою яркость на величину 0,31m до величины 6,43m (то есть светила тогда, как первый компонент 22 Тельца светит сейчас). По небосводу звезда движется на северо-восток, проходя по небесной сфере 0,8626 секунд дуги в год.
Средняя пространственная скорость HD 154345 имеет компоненты (U, V, W)=(−81,2, −7,8, −36,3), что означает U=−81,2 км/с (движется по направлению от галактического центра), V=−7,8 км/с (движется против направления галактического вращения) и W=−36,3 км/с (движется в направлении южного галактического полюса).

## Характеристики
HD 154345 — жёлтый карлик спектрального класса G0, или G8V. Масса — около 0,98 солнечной, радиус — около 0,88 солнечного, светимость — около 0,599 солнечной. Эффективная температура — около 5420 K.

## Свойства
Судя по спектральному классу G8V, звезда является жёлтым карликом, что указывает на то, что водород в ядре звезды пока ещё служит ядерным «топливом», то есть звезда пока ещё находится на главной последовательности. Звезда имеет массу, которая равна 0,83 {\displaystyle M_{\bigodot }}. Звезда излучает энергию с внешней атмосферы при эффективной температуре около 5540 К, что придаёт ей характерный жёлтый цвет.
В связи с небольшим расстоянием до звезды её радиус может быть измерен непосредственно, и такая попытка была сделана в 1983 году. Данные об этом измерении приведены в таблице:
| Имя звезды | Год  | m    | Спектр | D (mas) | Rабс ({\displaystyle R_{\bigodot }}) | Комм.  |
| Глизе 651  | 1983 | 6.77 | G8V    | —       | 0.87                                 | [ 22 ] |

Сейчас мы знаем, что радиус звезды должен быть 0,84 {\displaystyle R_{\bigodot }}, то есть прямое измерение 1983 года было весьма точным.
Светимость звезды, равна 0,599 {\displaystyle L_{\bigodot }}. Для того, чтобы планета, аналогичная нашей Земле, получала бы примерно столько же энергии, сколько она получает от Солнца, её надо было бы поместить на расстоянии 0,77 а.е., то есть, примерно на орбиту Венеры, чья большая полуось орбиты равна 0,72 а.е. Причём с такого расстояния HD 154345 выглядела бы на 16 % больше нашего Солнца, каким мы его видим с Земли — 0,58° (угловой диаметр нашего Солнца — 0,5°).
Скорость вращения HD 154345 практически равна солнечному значению 27,8 ± 1,7 дня, что даёт скорость вращения звезды 1,57 км/с. Звезды, имеющие планеты, имеют тенденцию иметь большую металличность по сравнению Солнцем, и HD 154345 имеет значение металличности равное 2/3 от солнечного значения — −0,19, то есть 64,5 % от солнечного значения, что позволяет предположить, что звезда «пришла» из тех областей Галактики, где было гораздо меньше металлов, и рождено в молекулярном облаке благодаря менее плотному звёздному населению и меньшему количеству сверхновых звёзд.
Также известно, что звёзды с массой 0,86 {\displaystyle M_{\bigodot }} живут на главной последовательности порядка 16,8 млрд лет, так что очень нескоро HD 154345 станет красным гигантом, а затем, сбросив внешние оболочки, станет белым карликом. Предполагая, что эволюция жизни на углеродной основе, носит универсальный характер и полагая, что космосе действуют те же законы, что и на Земле, можно сказать, что на землеподобной планете рядом с HD 154345 эволюция находится на стадии неоархея, то есть на стадии формирования. Жизнь, в частности, на подобной планете только формируется в строматолитах.
HD 154345 демонстрирует лёгкую переменность: во время наблюдений яркость звезды колеблется на 0,04m, изменяясь в пределах от 6,76m до 6,80m без какой-либо периодичности (скорее всего у звезды несколько периодов), тип переменной также не определён. Возможно, что на поверхности звезды существуют пятна, подобные солнечным и той же самой природы.

## Планетная система
В 2006 году по изменениям радиальной скорости наблюдалась планета с большим периодом обращения, параметры которой были опубликована в мае 2007 года, планета получила обозначение HD 154345 b. Полное наблюдение его девятилетней орбиты исключает любые внутренние планеты с минимальной массой (m sini) больше 0,3 массы Юпитера. Звезда вращается с наклоном 50+40
−26 градусов относительно Земли. Вероятно, что планета вращается так же. Она была названа «близнецом Юпитера». Планета обращается вокруг родительской звезды за 3340 суток на расстоянии 4,19 а.е. Эксцентриситет почти нулевой — 0,044. Равновесная температура планеты — порядка 108 К.
В 2019 году учёными, анализирующими данные проектов HIPPARCOS и Gaia, у звезды обнаружена планета HD 154345 c.

## Ближайшее окружение звезды
Следующие звёздные системы находятся на расстоянии в пределах 20 световых лет от звезды HD 154345 (включены только: самая близкая звезда, самые яркие (<6,5m) и примечательные звёзды). Их спектральные классы приведены на фоне цвета этих классов (эти цвета взяты из названий спектральных типов и не соответствуют наблюдаемым цветам звёзд):
| Звезда             | Спектральный класс | Расстояние, св. лет |
| HD 153557          | K3 V               | 2.01                |
| 14 Геркулеса       | K0 V               | 10.00               |
| Хи Геркулеса       | F9 V               | 14,60               |
| CR Дракона         | M1.5e V            | 14.64               |
| BY Дракона         | K6 Ve              | 16.06               |
| 72 Геркулеса       | G0 V               | 18.22               |
| Ро Северной Короны | G0 Va              | 18.27               |
| Тета Дракона       | F9 V               | 18.65               |
| Глизе 685          | M1e V              | 18.98               |
| 26 Дракона         | G0Va               | 19.10               |
| 19 Дракона         | F8 V               | 19.50               |

Рядом со звездой, на расстоянии 20 световых лет, есть ещё порядка 15 красных, оранжевых карликов и жёлтых карликов спектрального класса G, K и M, а также 4 белых карлика которые в список не попали.